# José Luis Melena Jiménez
José Luis Melena Jiménez (San Sebastián, 1946) es un filólogo español especialista en Micenología.

## Trayectoria profesional
Entre 1965 y 1970 realizó sus estudios en Filología Clásica en la Universidad de Salamanca. Como profesor, entre 1970 y 1977 trabajó en la Universidad Complutense de Madrid, donde colaboró estrechamente con el profesor Martín Ruipérez Sánchez. En 1977 volvió a Salamanca como catedrático de griego en el Instituto Torres Villarroel. Entre 1979 y 1983 ejerció como Profesor Agregado en la Universidad de La Laguna. En 1983 accedió a la Cátedra de Filología Griega en la Universidad del País Vasco, en Vitoria, donde, además de continuar con su labor docente y sus trabajos en el área de la Micenología como tema central, también investigó sobre inscripciones latinas de Extremadura.
Por otra parte, fue el director de la revista Minos de la Universidad de Salamanca desde 1978 hasta 2010. Se había incorporado a la misma ya en 1970 como Secretario de Redacción. Minos era la revista de referencia en la Micenología desde su fundación en 1951. Otra revista que dirigió fue Tabona, en la Universidad de La Laguna. Por otra parte, ya en la Universidad del País Vasco cofundó otra revista cuyo primer número vio la luz en 1984: Veleia.
Además, dirigió entre 1987 y 1990 el Instituto Cultural Reina Sofía en Atenas anejo a la Embajada de España y precedente del posterior Instituto Cervantes,  y fue agregado cultural en Atenas. En esta función colaboró en la organización de una exposición sobre El Greco. Más tarde inauguró y dirigió el Instituto Cervantes en Estambul en 2001.
En 2016 se publicó un libro-homenaje en su honor: Nuevas interpretaciones del Mundo Antiguo: Papers in Honor of Professor José Luis Melena on the Occasion of his Retirement.

### Micenología
Sus aportaciones a la Micenología son especialmente destacables, campo en el que ha recibido un reconocimiento mundial. En 1973 defendió su tesis doctoral: Estudios sobre las inscripciones de Cnoso, en el que analiza diversos grupos de tablillas de la Lineal B que contienen aspectos relacionados con la producción textil.  Después, entre 1976 y 1983 publicó artículos sobre sus estudios de la producción de aceite en la civilización micénica, las plantas aromáticas de Cnoso y una comparación entre el léxico homérico y el micénico relacionado con la fuerza. 
En el VII Coloquio Internacional Micenológico, celebrado en Núremberg en 1981 presentó una impactante comunicación sobre el significado del término o-pa. En ella rechazaba la interpretación de su significado tradicional como «taller» y sostuvo que debe interpretarse como «trabajo que debe realizarse». Para ello se ayudó de textos mesopotámicos.  
Los griegos micénicos, que publicó junto con Martín Ruipérez Sánchez en 1990, fue el primer libro escrito por especialistas españoles acerca de la civilización micénica. 
En 1990 publicó, junto con Jean-Pierre Olivier y Christos Piterós, el estudio de los nódulos hallados en Tebas en 1982. Este trabajo emplea la arqueología, la epigrafía, la paleografía y la filología para ofrecer una interpretación de la función de estos nódulos.
Desde 1990 hasta 2010 ejerció de Secretario General del Comité International Permanent des Études Mycéniennes, un organismo internacional que se encarga de coordinar diversos trabajos relacionados con la Micenología como ediciones de textos o propuestas de coloquios, entre otros.
En 1993 publicó, junto a Jean-Pierre Olivier, TITHEMY, que contiene la transliteración de todas las inscripciones en Lineal B que habían sido halladas en Tebas, Tirinte y Micenas hasta 1991 (con posterioridad a esta fecha se han hallado más tablillas en estos lugares).
También se dedicó a revisar las inscripciones de Pilo y de Cnoso, en una paciente labor en los Museos de Grecia, donde consiguió unir un elevado número de fragmentos de tablillas e identificar diferentes manos de escribas, lo que derivó en nuevos textos y una mejora en su interpretación. La sexta edición en transliteración de las tablillas de Cnoso realizada en colaboración con Richard Firth, The Knossos Tablets, fue publicada por la INSTAP Academic Press de Philadelphia (USA). En 2021 ha publicado The Pylos Tablets, la tercera edición en transliteración de las tablillas de Pilo también en colaboración con Richard Firth. En 2025 ha publicado en colaboración con E.L. Bennett y J.-P. Olivier (fallecidos) y D. Nakassis y T. Palaima,The Palace of Nestor in Western Messenia, vol. IV The inscribed Documents, Lockwood Press (University of Cincinnati) 2025, obra en la que se ha ocupado de salvaguardar la labor de toda una vida del profesor Bennett y de la reconstrucción de los propios documentos.
Otro tema al que ha dedicado numerosos artículos durante décadas ha sido el desciframiento de algunos logogramas y silabogramas que aún no han sido transliterados. Una propuesta conjunta de desciframiento de esos silabogramas fue presentada en 2000, en el XI Coloquio Micenológico celebrado en Austin, pendiente de publicación pero accesible en academia.edu. En 2014 publicó un extenso capítulo titulado Mycenaean Writing en el volumen 3 del A Companion to Linear B: Mycenaean Greek Texts and Their World, convertido ya en obra de referencia
Ha traducido al español numerosos libros y artículos científicos sobre aspectos de la civilización micénica, entre ellos el popular libro de John Chadwick The Mycenaean Word (El mundo micénico), publicado en 1977.
Un evento muy destacado que organizó fue la exposición El Mundo Micénico. Cinco siglos de la primera civilización europea, que tuvo lugar en Madrid en 1992. Se trata de la única exposición que ha tenido lugar en España sobre la civilización micénica y a la que se trajeron algunas piezas arqueológicas procedentes de museos griegos. La exposición incluía también artículos de expertos en micenología. En 2022 el Center for Hellenic Studies (Universidad de Harvard, USA) ha publicado el libro-homenaje Ta-u-ro-qo-ro : Studies in Mycenaean texts, language and culture in honor of José Luis Melena Jiménez, ed. por J. Méndez Dosuna, C. Carlos Varias García Tom Palaima.

## Distinciones
- 1999 - Premio Euskadi de Investigación [2]
- 1999 - Premio Xabier María de Munibe.[3]

## Obras
Ha publicado numerosas monografías. Algunas de sus obras más difundidas son:
- Melena, José Luis (1976). «El testimonio del micénico a propósito de los nombres de las distintas fuerzas en Homero». Emerita 44 (2).
- Melena, José Luis (1984). Ex Oriente Lux. La aportación de las filologías del Oriente Próximo y Medio antiguo a la comprensión de los primeros textos europeos. Vitoria.
- Melena, José Luis; Ruipérez Sánchez, Martín (1990). Los griegos micénicos. Madrid: Melsa.
- Melena, José Luis (2001). Textos griegos micénicos comentados. Vitoria.
- Melena, José Luis (2014). «Mycenaean Writing».  En Duhoux, Yves; Morpurgo Davies, Anna, eds. A Companion to Linear B: Mycenaean Greek Texts and Their World 3. pp. 1-186.
- Melena, José Luis; Firth, Richard J. (2019). The Knossos Tablets.
- Melena, José Luis; Firth, Richard J. (2021). The Pylos Tablets.